# Wind Music Awards 2016
La decima edizione dei Wind Music Awards si è svolta il 6 e il 7 giugno 2016 dall'Arena di Verona. La prima puntata è stata trasmessa in diretta mentre la seconda in differita, sempre su Rai 1. I conduttori erano Carlo Conti e Vanessa Incontrada. Rispetto agli anni precedenti sono stati assegnati premi oro, platino e multiplatino per gli album, mentre non sono stati premiati i singoli certificati oro, ma soltanto i singoli platino e multiplatino.

## Categorie premi
- Vendite (sulla base delle certificazioni FIMI)
  - Premio CD Multiplatino
  - Premio CD Platino
  - Premio CD Oro
  - Premio Singolo Multiplatino
  - Premio Singolo Platino
- Passaggi radiofonici (sulla base dei dati di punteggio airplay EarOne)
  - Premio EarOne Airplay
- Premi alla carriera e premi speciali
- Targhe certificazioni di vendita case discografiche

## Prima serata

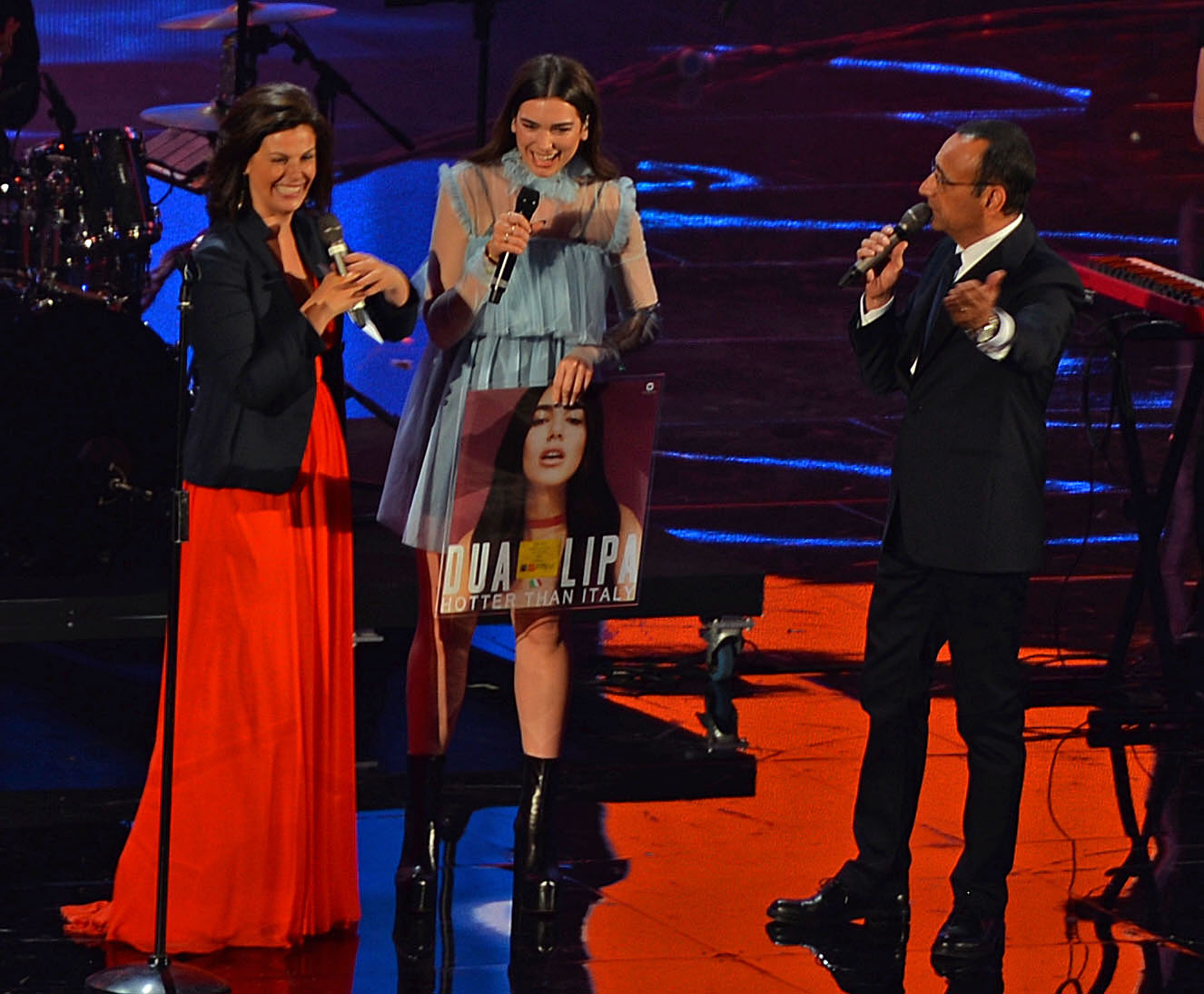
Vanessa Incontrada (a sinistra) e Carlo Conti (a destra) mentre premiano Dua Lipa (al centro) ai Wind Music Awards 2016 all'Arena di Verona.

### Esibizioni
- Claudio Baglioni e Gianni Morandi - La vita è adesso e Se perdo anche te
- Gianna Nannini - America
- Zucchero Fornaciari - 13 buone ragioni
- Laura Pausini - Innamorata
- Renato Zero - Rivoluzione
- Modà - Passione maledetta
- Marco Mengoni - Solo due satelliti
- Zucchero Fornaciari - Partigiano reggiano
- Alessandra Amoroso - Comunque andare e Vivere a colori
- Biagio Antonacci - One Day (tutto prende un senso)
- Emma - Il paradiso non esiste
- Alan Walker e Iselin Solheim - Faded
- Benji & Fede - Tutta d'un fiato
- The Kolors - Me Minus You
- Fabri Fibra - Applausi per Fibra
- Dua Lipa - Be the One
- Max Gazzè - Ti sembra normale
- Francesca Michielin - Un cuore in due e Nessun grado di separazione
- Giusy Ferreri - Volevo te e Roma-Bangkok (con Baby K)
- Gué Pequeno e Marracash - Nulla accade

### Artisti premiati
- Gianna Nannini
  - Premio CD Oro per l'album Hitstory
- Zucchero Fornaciari
  - Premio CD Oro per l'album Black Cat
  - Premio Speciale per il numero di concerti nel mondo
- Laura Pausini
  - Premio CD Multiplatino per l'album Simili
  - Premio Singolo Platino per Simili
  - Premio Speciale S.I.A.E. Global Artist Award
- Renato Zero
  - Premio CD Oro per l'album Alt
- Modà
  - Premio CD Multiplatino per l'album Passione maledetta
- Marco Mengoni
  - Premio CD Multiplatino per l'album Parole in circolo
  - Premio Singolo Multiplatino per Io ti aspetto
  - Premio CD Multiplatino per l'album Le cose che non ho
- Alessandra Amoroso
  - Premio CD Platino per l'album Vivere a colori
  - Premio Singolo Platino per Comunque andare
- Biagio Antonacci
  - Premio CD Platino per l'album Biagio
- Emma
  - Premio CD Platino per l'album Adesso
  - Premio Singolo Platino per Occhi profondi
- The Kolors
  - Premio CD Multiplatino per l'album Out
  - Premio Singolo Platino per Everytime
- Fabri Fibra
  - Premio Speciale Disco del passato per Tradimento
- Max Gazzè
  - Premio CD Oro per l'album Maximilian
  - Premio Singolo Platino per La vita com'è
  - Premio EarOne
- Francesca Michielin
  - Premio CD Oro per l'album di20are
  - Premio Singolo Platino per Nessun grado di separazione
- Giusy Ferreri
  - Premio Singolo Platino per Volevo te
  - Premio Singolo Multiplatino per Roma-Bangkok
- Baby K
  - Premio Singolo Multiplatino per Roma-Bangkok
- Gué Pequeno
  - Premio CD Oro per l'album Vero

## Seconda serata

### Esibizioni
- Antonello Venditti - Cosa avevi in mente
- Alessio Bernabei - Noi siamo infinito
- Mario Biondi - Love is a temple
- Briga - Baciami
- Luca Carboni - Happy
- Clementino - Quando sono lontano
- Elisa - Love me forever
- Francesco De Gregori - Come il giorno
- Ligabue - Urlando contro il cielo
- Negramaro - Attenta
- Nek - Uno di questi giorni
- Max Pezzali - Due anime
- Pooh - Chi fermerà la musica
- Francesco Renga - Il bene
- Ron - Una città per cantare
- Urban Strangers - Runaway
- Il Volo - Maria e Granada
- J-Ax e Fedez - Vorrei ma non posto
- Giovanni Caccamo - Via da qui
- Chiara Grispo - Come On
- Emis Killa - Cult
- Gemitaiz - Scusa
- Paolo Simoni - Io non mi privo
- Antonino - Gira
- Álvaro Soler - Sofia e Libre (con Emma)
- Robin Schulz - Sugar e Heatwave

### Artisti premiati
- Alessio Bernabei
  - Premio Singolo Platino per Noi siamo infinito
- Francesco De Gregori
  - Premio CD Platino per De Gregori canta Bob Dylan - Amore e furto
- Il Volo
  - Premio CD Multiplatino per l'album L'amore si muove
- Francesco Renga
  - Premio CD Oro per l'album Scriverò il tuo nome
- Negramaro
  - Premio CD Multiplatino per l'album La rivoluzione sta arrivando
  - Premio Singolo Platino per Attenta
- Nek
  - Premio Singolo Multiplatino per Se telefonando
- Gemitaiz
  - Premio CD Oro per l'album Nonostante tutto
- Luca Carboni
  - Premio CD Oro per l'album Pop-up
  - Premio Singolo Platino per Luca lo stesso
- Clementino
  - Premio CD Oro per l'album Miracolo!
- Lorenzo Fragola
  - Premio Singolo Platino per Fuori c'è il sole
- Max Pezzali
  - Premio CD Oro per l'album Astronave Max
- Mario Biondi
  - Premio CD Oro per l'album Beyond
- Briga
  - Premio CD Platino per Never again
- Urban Strangers
  - Premio CD Platino per l'album Runaway
  - Premio Singolo Platino per Runaway

## Ascolti
| Puntata | Registrazione | Messa in onda | Telespettatori | Share  |
| ------- | ------------- | ------------- | -------------- | ------ |
| 1       | Diretta       | 7 giugno 2016 | 4.916.000      | 22,76% |
| 2       | 6 giugno 2016 | 8 giugno 2016 | 4.743.000      | 22,08% |
| Media   | Media         | Media         | 4.830.000      | 22,42% |